# Summit (hrabstwo Langlade)
Summit – miasto w Stanach Zjednoczonych, w stanie Wisconsin, w hrabstwie Langlade.